# Дзеркальне поле
Дзеркальне поле - аудіовізуальна інсталяція, що символізує Дерево Життя, присвячена трагедії Бабиного Яру. Це один з об’єктів Меморіального центру Голокосту “Бабин Яр”, що був представлений на території урочища 29 вересня 2020 року, у День пам'яті жертв Бабиного Яру. 

## Ідея та дизайн
В основі інсталяції – символ Дерева Життя, який зустрічається у більшості релігій та міфологій світу. Воно символізує зв'язок між небом і землею, духовним і матеріальним світами. У різних традиціях Дерево Життя представляє родючість, мудрість, безсмертя та відродження.
Трагедія Бабиного Яру показує, як легко це Дерево може бути знищено, його гілки поламані. На даний момент, це найбільша інсталяція Дерева Життя у світі.
Інсталяція складається з 10 веж, що мають глибоке символічне значення. У єврейській містичній традиції Кабали також існує концепція Древа Життя, яке складається з 10 сефірот - духовних атрибутів або еманацій Божественного. Кожна з 10 веж інсталяції може символізувати одну з цих сефірот, представляючи різні аспекти творення та розвитку.
Конструкція виконана зі сталі, що не іржавіє, подіум – у формі дзеркального диску діаметром близько 40 метрів зі встановленими на ньому 10 колонами заввишки 6 метрів на відстані 6 метрів одна від одної. Для створення інсталяції було зроблено більше 30 тисяч пострілів кулями калібру подібного тому, який використовували нацисти під час розстрілів у Бабиному Яру.
У дзеркальних колонах відвідувачі можуть побачити своє віддзеркалення з отворами від куль, символізуючи, що кожна вбита душа — це рана в нашому серці. 
Інсталяція діє цілодобово. Вдень у колонах відображається небо. Вночі крізь кульові отвори проходить світло та звук пам'яті, із верхівок колон в небо йдуть промені.
У подіум вмонтований електроакустичний орган, який складається із 24 труб різної довжини від 3 до 15 метрів. Спеціально для нього був розроблений алгоритм перекладу імен загиблих у звук. Кожна буква в алфавіті івриту має своє число. За принципом гематрії імена загиблих переводяться в цифри, які, в свою чергу, задають висоту звуку. Поєднання аудіохвиль чисел імен створює загальну звукову композицію.
На основний фон накладаються архівні записи довоєнного Києва, унікальні пісні на ідиш 1920-1930-х років із фондів Національної бібліотеки ім. В. Вернадського, які були відреставровані Інститутом проблем інформації НАН України. Лунають хорова та поминальна християнська музика, українські та ромські поминальні народні пісні, роботи сучасних українських композиторів тощо .
Автором концепту був Ілля Хржановський. Аудіо частину створив Максим Демиденко Продюсером – Олексій Макухін. Також над створенням інсталяції працював колектив представників з України, Ізраїлю, США, Великої Британії, до складу якого увійшли Даніел Меїр, Нік Акорн, Сергій Круценко, Антон Байбаков, Ігор Маханьков, Аріна Галанцева, Надія Пожарська, Віталій Лушер, Іцхак Хельфгот, Янки Леммер, Адам Шефлен, Ноам Енбар, Майа Дуніц та інші.

"Дзеркальне поле" - вид згори

Ще одна частина інсталяції розташована Дорогою Скорботи і на площі біля пам'ятника «Менора» – на місці зруйнованого єврейського кладовища – і представлена виключно в аудіоформаті. Її було зведено спільно з Національним історико-меморіальним заповідником «Бабин Яр». На алеї від входу Єврейського кладовища до пам’ятнику «Менора» встановлено десятки динаміків. З них лунають імена загиблих. Жіночі, чоловічі, дитячі голоси чутно з різних сторін, створюючи відчуття хору.
Дорогою алеєю до імен приєднуються голоси, які читають молитви – не голосно, пошепки. Вони доповнюються піснеспівами хазанів і традиційними поминальними піснями. Далі звучить El Malei Rachamim – важлива поминальна молитва, яка вважається однією із знакових пісень Голокосту. Завершує дорогу алеєю давня пісня арамейською мовою Rozo D'Shabbos. Ця пісня, виконана Кантором П'єром Пінчеком, який народився у Вінницькій області і навчався в Київській консерваторії, отримала популярність в 20-ті роки ХХ століття. Вихід до пам'ятника «Менора» повертає нас до початку – тут ще раз лунають імена всіх відомих на даний час жертв. Контент створений з великою повагою до традицій іудаїзму щодо кладовищ.

## Офіційне відкриття
Офіційне відкриття інсталяції відбулося 29 вересня 2019 року з нагоди 79-х роковин трагедії Бабиного Яру за участю перших осіб держави, зокрема, президента України Володимира Зеленського, дипломатів, представників єврейської громади, духовенства різних конфесій, меценатів та діячів культури. Церемонію відкриття підготував український театральний режисер Влад Троїцький.
Після вшанування пам'яті жертв трагедії та відкриття масштабної аудіовізуальної інсталяції міністр культури та інформаційної політики Олександр Ткаченко і член Наглядової ради Меморіального центру Голокосту "Бабин Яр", президент Всесвітнього єврейського конгресу Рональд Лаудер в присутності президента України Володимира Зеленського підписали Меморандум про співпрацю. 

## Нагороди
У 2022 році інсталяція “Дзеркальне поле” увійшла до списку номінантів на архітектурну премію Building of the Year 2022 від видання ArchDaily. Об’єкт був номінований у категорії Cultural Architecture.